# 허잉친
허잉친(중국어 간체자: 何应钦, 정체자: 何應欽, 병음: Hé Yìngqīn, 한자음: 하응흠, 1890년 4월 2일 ~ 1987년 10월 21일)은 중화민국 국민혁명군의 군인이자 정치인이다. 장제스(蔣介石)의 심복으로서 군인으로서는 일급상장(一級上將, 대한민국의 대장에 해당)에 올라 국민혁명군 참모총장을 역임하였으며, 후에 중화민국 행정원장(총리에 해당)을 역임하였다. 자는 징쯔(敬之, 경지)이다.

## 생애
귀저우 출신으로 1901년 귀저우 육군 소학교에 입학하였다. 이후 우창 육군중학에 진학하였고, 1908년 일본에 가서 도쿄진무학교(東京振武學校)에 입학하였다. 이어 일본 육군사관학교에 11기로 진학하였고, 청조 타도 운동을 벌이는 중국동맹회에 가입했다.
1916년 중국으로 돌아와서 1924년 황푸 군관학교 총교관을 역임하였다. 국민당의 북벌때 국민혁명군 제1군 사령관 겸, 광둥성 차오메이(潮梅) 경비사령관을 역임하였다. 그리하여 광둥 성을 출발하여 진격, 푸젠성을 평정하였다. 이후 동로군을 지휘하여 저장성으로 진격하였다.
1927년 룽단에서 쑨촨팡(孫傳芳)을 격파하고, 이 기세로 "전군 총사령부 총참모장"에 임명되었다. 1929년에는 "해육공군 총참모장" (합참의장)으로 승진하였다. 1930년 국민정부의 군정부장에 임명되었고, 이후에도 여러차례 군위회행영주임, "초비"(공산군 토벌) 전선을 지휘하였다.
1931년 만주사변이 발발하자, 허는 일본과 화북문제를 교섭하여, 일본의 지배지를 국민정부가 용인하는 대신 당분간 휴전상태에 들어가자는 내용의 1933년 탕구 협정과 1935년 허잉친-우메즈 협정을 각각 체결하였다.
시안사건때, 허는 억류된 장제스를 대신하여 총사령관을 대행하였고, 장쉐량(張學良)을 토벌해야 한다고 주장하였다. 중일전쟁이 개시된 후, 허는 제4전구 사령관 겸 군위회참모총장(軍委會參謀總長)을 역임하였다.
1944년 11월, 중국 육군 총사령관을 맡아 충칭에 주재하였다. 종전시 난징에서 일본의 항복을 받았다. 1946년 6월 연합국 안전이사회 군사참모단의 중국대표 단장을 지냈다. 1948년 바이충시(白崇禧)를 이어 국방부장을 역임하였고, 1949년 3월 리쭝런(李宗仁) 대리총통 시에 행정원장을 역임하였다.
1949년 전 대륙이 공산당에 넘어가자 타이완으로 도피하였고, 총통부 전략고문위원회의주임위원을 맡았다. 이후 사망 시까지 이 자리를 계속 유지하였다.
그는 장제스의 심복으로서 고위직을 두루 거쳤지만, 군사적으로는 무능하다는 평을 받는다.